# 萨库·科伊武
萨库·科伊武（芬蘭語：Saku Koivu，1974年11月23日—），芬兰男子冰球运动员。他曾代表芬兰参加1994年、1998年、2006年和2010年冬季奥林匹克运动会冰球比赛，共获得一枚银牌和三枚铜牌。